# Urrut (ort)
Urrut är en ort i Armenien. Den ligger i provinsen Lori, i den nordvästra delen av landet, 100 kilometer norr om huvudstaden Jerevan. Urrut ligger 1 459 meter över havet och antalet invånare är 1 102.
Terrängen runt Urrut är kuperad. Närmaste större samhälle är Tasjir, 11,0 kilometer nordväst om Urrut. 
Trakten runt Urrut består till största delen av jordbruksmark. Runt Urrut är det ganska tätbefolkat, med 96 invånare per kvadratkilometer.